# Christine Boudrias
Pour les articles homonymes, voir Boudrias.
Christine Boudrias, née le 3 septembre 1972 à Montréal, est une patineuse de vitesse sur piste courte canadienne.
Lors des Jeux olympiques d'hiver de 1994 elle remporte la médaille d'argent en relais sur 3000m, en 1998 elle remporte la médaille de bronze olympique sur la même épreuve.

## Palmarès

### Jeux olympiques
- Médaillée d'argent olympique en relais sur 3 000 m aux Jeux olympiques d'hiver de 1994 à Lillehammer ( Norvège)
- Médaillée de bronze olympique en relais sur 3 000 m aux Jeux olympiques d'hiver de 1998 à Nagano ( Japon)